# Lynn Margulis
Lynn Margulis có tên khai sinh là Lynn Petra Alexander, là nhà khoa học người Mỹ chuyên nghiên cứu về tiến hoá sinh học và cũng là nhà giáo dục, tác giả khoa học, nhà phổ biến kiến thức khoa học và nổi tiếng nhất do đã xây dựng thành công lý thuyết nội cộng sinh (1968). Nhà sử học Jan Sapp đã nhận xét rằng "Tên của Lynn Margulis đồng nghĩa với thuyết cộng sinh, giống như tên của Charles Darwin đồng nghĩa với thuyết tiến hóa chọn lọc tự nhiên".
Lý thuyết này của bà nói về "sự cộng sinh của tế bào nhân sơ ở bên trong tế bào nhân thực" ban đầu đã bị phản đối mạnh mẽ, không được tài trợ nghiên cứu, kết quả nghiên cứu bị hơn 10 tạp chí khoa học từ chối đăng tải, nhưng sau đó đã trở thành một học thuyết được công nhận rộng rãi trong giới khoa học, mà Ernst Mayr gọi là "có lẽ là sự kiện quan trọng và kịch tính nhất trong lịch sử sự sống". Ngoài ra, bà còn đồng tác giả của giả thuyết Gaia cùng với nhà hóa học người Anh James Lovelock, đề xuất rằng Trái đất hoạt động như một hệ thống tự điều chỉnh duy nhất, và bà cùng với Robert Whittaker đã sáng lập hệ thống phân loại sinh vật thành 5 giới.
Margulis được bầu là Viện sỹ Viện Hàn lâm Khoa học Quốc gia Hoa Kỳ vào năm 1983. Tổng thống Bill Clinton đã trao tặng bà Huân chương Khoa học Quốc gia năm 1999. Hiệp hội Linnean London đã trao tặng bà Huân chương Darwin-Wallace vào năm 2008. Năm 2002, tạp chí Discover đã công nhận bà là một trong 50 phụ nữ quan trọng nhất trong khoa học Thế giới.
Bà sinh ngày 5 tháng 3 năm 1938 tại Chicago và mất ngày 22 tháng 11 năm 2011 tại Massachusetts.